# Бойница

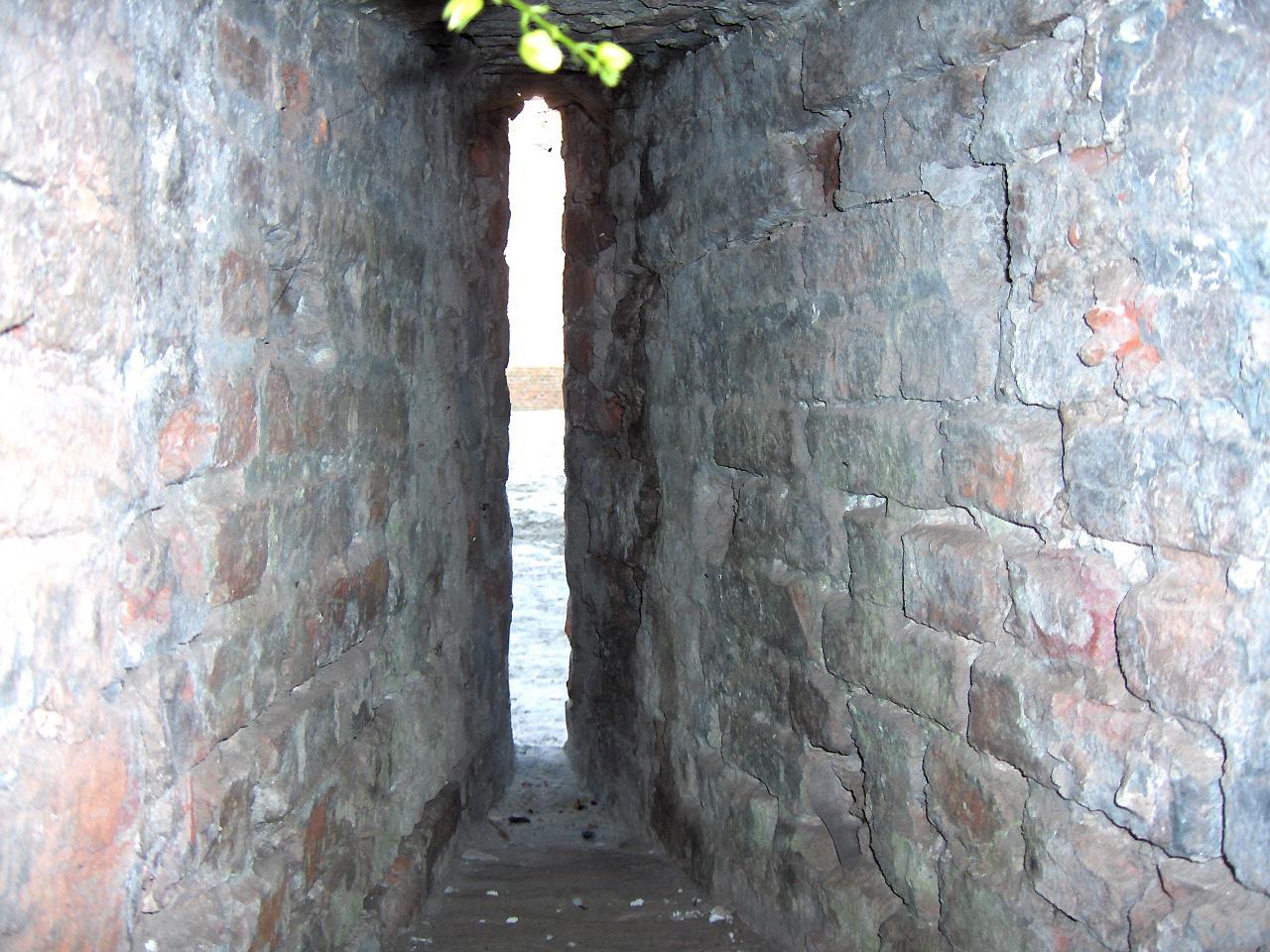
Вид из бойницы форта Наполеон, Остенде, Бельгия

Бойни́ца — узкое отверстие в бруствере или в оборонительных стенах, или выемка в окопе. Служит для ведения огня из укрытия по заданному направлению. Чаще всего встречаются в крепостных стенах и башнях. Размеры зависят от применяемого оружия.

## Основные сведения
В отличие от амбразуры бойницы предназначены для ведения огня из ручного оружия (ружье, автомат, пистолет и т. д.). Обычно в бойницах нет никаких дополнительных защитных устройств, а в амбразуре есть.
Бойница — это отверстие в стене, в броне, для стрельбы из ручного оружия, револьвера, пистолета или ружья, вспомогательного оружия. Этим она отличается от амбразуры, которая предназначена для основного оружия — пушек и пулемётов.